# 美男子 (電影)
《美男子》是1987年出品的一部香港電影，由姜大衛執導，以喜劇故事作為電影題材，吳耀漢、董驃、沈殿霞、鄭裕玲、黎明等演出，於1987年10月29日在香港上映。

## 情節介紹
電影《美男子》以喜劇形式上演，故事講述劉定標（驃驃）是一個二世祖，多年前因為香港法律與清朝大清律例之間曾經存在的法律漏洞而娶了妻子及妾侍。
結婚後多年，驃申請移民美國，但移民律師指因為美國不承認大清律例，移民局不會允許他的兩個妻妾一起同往，除非驃找到一個有美國綠卡的人娶他其中一個妻子。隨後，驃跟隨律師意見，並向其好友周醫生求助，要求周醫生娶驃其中一個妻子，但遭到周醫生拒絕。
周醫生與女友阿美交往多年，但周醫生不打算結婚，與此同時，任職護士的伍小姐一直在暗戀周醫生。有一天，周醫生女友的舊男友從美國回到香港，並向阿美求婚，周醫生知道遇上比他年輕的情敵，立即向阿美提出結婚請求，並聯同驃及伍小姐上演一幕姦夫淫婦鬧劇，以表示自己的求婚是真誠的，但驃的兩個妻子則以為驃真的在外面有「小四」，結果弄出了一場有趣的鬧劇。

## 主要角色
- 吳耀漢－周醫生，洋名Richard。
- 董驃－劉定標
- 鄭裕玲－伍小姐，任職護士。
- 沈殿霞－貝茜（北獅），洋名Bessy，劉定標的妻子。
- 黃韻詩－南茜（南獅），洋名Nancy，劉定標的妾侍。
- 何美婷－阿美，周醫生的女友。
- 黎明－Johnny，阿美的男友，從美國回到香港。
- 陳冠中－陳律師
- 陳國新－餐廳服務員
- 葉榮祖－周先生，周醫生的常顧病人。
- 林光甯－陸先生

## 製作人員
- 攝影：爾冬升
- 剪輯：餘馬趙、馬仲堯、積
- 道具：譚永輝
- 美術設計：黃仁逵
- 服裝設計：蕭泳儀
- 燈光：黃偉志
- 劇務：許志豪
- 場記：黃潔儀
- 策劃：陳冠中、陳國新
- 製片：葉輝煌
- 製片助理：羅錦富、冼志偉
- 攝影助理：劉馮德
- 美術助理：張啟新
- 原著音樂：鐘定一
- 音樂剪輯：周錦祥
- 化妝：盧瑞蓮
- 髮型：Yoshi Tsang
- 劇照：袁志強
- 事務：任值生
- 場務：陳盛雄、張勵華
- 舞術指導：鄭偉
- 桌球指導：郭軍城
- 茶水：冼碧霞
- 木工：李錦仁
- 粵語對白配音：丁羽
- 國語對白配音：黃蕙君
- 效果：吳國華
- 出品人：沈耀
- 編劇：羅啟銳
- 導演：薑大衛
- 副導演：馬斯晨、雷沛然
- 監製：姜大衛

## 外部連結
- 互联网电影数据库（IMDb）上《美男子》的资料（英文）